# Biothérapie
 (septembre 2019).
Si vous disposez d'ouvrages ou d'articles de référence ou si vous connaissez des sites web de qualité traitant du thème abordé ici, merci de compléter l'article en donnant les références utiles à sa vérifiabilité et en les liant à la section « Notes et références ».
Les biothérapies recouvrent l'utilisation thérapeutique de substances d'origine biologique, moléculaires (ADN, protéines dont anticorps) ou cellulaires.
Les termes de biothérapie, immunothérapie, thérapie ciblée et biomédicament sont apparus récemment[Quand ?].

## Champs d'application
Les biothérapies comprennent :
- les thérapies géniques ou génothérapies (transfert de gènes, intervention sur les gènes),
- les thérapies cellulaires ou cytothérapie substitutive (manipulation de cellules souches ou différenciées),
- les thérapies tissulaires (différentes greffes de tissus vivant),
- les différents types d'immunothérapie, mot utilisé pour désigner en particulier les thérapies utilisant des anticorps thérapeutiques,
- certaines pharmacothérapies innovantes (les médicaments biologiques issus de substances du corps humain),
- l'utilisation des biomatériaux, de nanoparticules biologiques (théranostique),
- l'utilisation de virus (phagothérapie, virus oncolytique) de larve de mouches ou asticothérapie, etc.

Leur mise en œuvre repose sur une recherche fondamentale d'amont, inscrite dans un champ de biologie fondamentale très large, et sur le développement et le transfert de la recherche biomédicale vers le monde des technobiologies et de l'industrie du médicament.
L'ensemble de la chaîne thérapeutique pourrait être profondément modifié par l'utilisation des biothérapies : les contrôles de qualité, les prescriptions, les modes d'administration, par exemple, sont différents entre les thérapeutiques classiques et les biothérapies.
Les biothérapies sont principalement mises en œuvre dans les CHU spécialisés.

## En Europe
76 biothérapies sont autorisées en Europe début 2022. Parmi elles, 21 sont fabriquées en Allemagne, 12 en Italie et 5 en France.